# Кувахара Кацуйосі
Кувахара Кацуйосі (яп. 桑原 勝義, нар. 30 травня 1944, Сідзуока —) — японський футболіст, що грав на позиції нападника.

## Клубна кар'єра
Грав за команду Nagoya Mutual Bank.

## Виступи за збірну
Дебютував 1965 року в офіційних матчах у складі національної збірної Японії. У формі головної команди країни зіграв 2 матчі.

## Статистика
Статистика виступів у національній збірній.
| Збірна Японії | Збірна Японії | Збірна Японії |
| Роки          | Ігри          | голи          |
| ------------- | ------------- | ------------- |
| 1965          | 2             | 0             |
| Усього        | 2             | 0             |